# Pacula
Pacula är en ort i Mexiko.   Den ligger i kommunen Pacula och delstaten Hidalgo, i den centrala delen av landet, 180 km norr om huvudstaden Mexico City. Pacula ligger 1 321 meter över havet och antalet invånare är 4 522.
Terrängen runt Pacula är kuperad österut, men västerut är den bergig. Runt Pacula är det ganska glesbefolkat, med 30 invånare per kvadratkilometer. Närmaste större samhälle är Landa de Matamoros, 15,1 km norr om Pacula. I omgivningarna runt Pacula växer i huvudsak blandskog.